# Украинский Сокол

Львовские соколы перед выездом в Прагу на VІ-ой Всесокольский слёт. Слева направо – в 1-м окне вагона: Теофил Гвоздецкий, Юрий Боднарь; во 2-м окне: Франтишек Коргонь, Иосиф Доманик; в 3-м окне: Степан Гайдучок к которому стоя на пероне обращается Иван Боберский; в 4-м окне: Александр Гошовский. На перроне слева направо – 2-й: Степан Гасюк, 5-й: Гузар, 6-й: Федусевич. Львов, главный железнодорожный вокзал.

Украинский Сокол (укр. Сокіл) — украинское спортивное общество, основанное в Галиции в 1894 году.

## История
Украинский «Сокол» был основан 11 февраля 1894 во Львове. До этого с 1867 года в городе действовало Польское гимнастическое общество «Sokół» (пол. Polskie Towarzystwo Gimnastyczne «Sokół»), в которое входили и некоторые украинцы. Устав «Сокол» базировался на уставе чешского «Сокола», первоначальной территорией деятельности Украинского Сокола были Галиция и Буковина. Первый председатель — Василий Нагорный (до 1900), исправник — Владимир Лавровский (оба пионеры Сокольского движения).
Цель общества «Сокол» — воспитывать в украинском народе единство, народную силу и чувство чести путём занятий физкультурой, а также, тренировкой выносливости, подвижности, дисциплины, умения работать в коллективе.
По инициативе А. Будзиновского «Сокол», помимо спорта и соревнований, уделял внимание пожарному делу(до 1932), путешествиям, а также фехтованию, велосипедном спорту, а с 1912 — упражнениям в стрельбе. Немало усилий для развития «Сокола» приложил И. Боберский, с 1901 — руководитель учительского кружка «Сокол», 1908 — 14 гол. «Сокол».

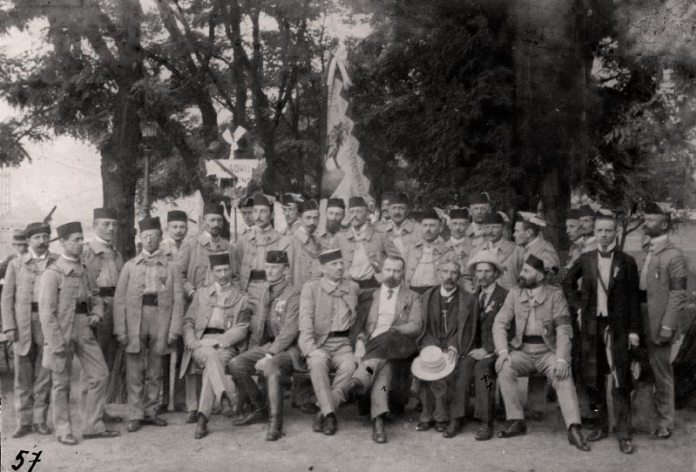
Украинские соколы на VІ-му Всесокольском слёте в Праге. Слева направо – 1-й ряд: Михаил Волошин – второй местоглава (заместитель) “Сокол-Батька”, Франтишек Коргонь – член “Сокола-Батька”, Антин Гарасымив – глава “Сокола” в Стрые, Николай Михновский – общественный деятель, адвокат из Харькова, Н, Григорий (Гриц) Мазуркевич из Киева, Лонгин Цегельский – первый местоглава “Сокола-Батька”; 2-й ряд: Софрон Ференцевич, Н, Иван Панич, Богдан Гарасымив – член “Сокола” в Стрые, Теофил Остапюк – член “Сокола” из Тернополя, Осип Доманик, Любомир Огоновский, Владимир Гузарь – хорунжий, Мирон Федусевич – хорунжий, Николай Кривецкий – хорунжий, Юрий Боднарь из села Свистельники, Пётр Пнёвский, Олекса Павлюк, Теофил Гвоздецкий, Н, Н, Н, Степан Гайдучок, Омелян Гузарь, Николай Буфан, Н, Иван Боберский – глава “Сокола-Батька”.

Тогда же «Сокол» распространил свою деятельность на всю Галицию: по городам возникли преимущественно подвижные филиалы «Сокола» (первый основан 1902 в Станиславе), в селах — спортивно-пожарные филиалы (также именуемые «гнездами») под названиями «Сечь» или «Сокол»(выбор названия оставался за учредителями филиалов).
Рост числа «Соколов» и «Сечей», объединенных в центральный «Сокол-Отец» (с 1909 название центрального отделения во Львове), был значительным:
- 1902 — 6
- 1903 — 70
- 1905—243
- 1907—373
- 1910—601
- 1914—974

Самой многочисленной была сеть во Львовском уезде и на Подолье, самой малочисленной — на Углу и Буковине (2 клетки), на которых прежде была распространена организация «Сечь», количество членов ок. 33000.
Приложением к деятельности «Сокола» было обучение пению, музыке, любительскому театру и т. п.. С 1912 «Сокол-Отец» организовал Стрелецкий Сокольский курень (организатор С. Горук), поэтому встречается название — спортивно-стрелковое общество «Сокол».
Как и организация «Сечь», «Сокол-Отец» устраивал массовые акции: окружные (в Стрые 1906, в Тернополе 1910) — и краевые (во Львове — 1911, 1914).
Шевченковский слёт произошел на площади «Сокола-Отца» — в «Украинском городе» 28 июня 1914 — и был массовой манифестацией ок. 12000 членов «Сокола», «Украинского Сечевого Союза», «Пласта» и спортивных дружин. А в 1912 украинский «Сокол» участвовал в Всеславянском Сокольском съезде в Праге по случаю 50-летия чешского «Сокола».
Кроме уже упомянутых, среди выдающихся деятелей «Сокола» до 1914 были: К. Гутковский, Ю. Винцковский (председатель секции фотографической и велосипедной), Я. Винцковский (псевд. Ярославенко, композитор сокольских песен и гимна «Соколы, соколы, становитесь в ряды»), М. Волошин, И. Доманик, Л. Лепкий, Р. Дигдалевич, Ципановський и др..
На Приднепровье было несколько (крупнейшая — в Киеве) клеток российского «Сокола», в которых также были украинцы.

## Задачи
- развитие украинского спортивного движения
- пропаганда физической культуры
- оказание помощи в случае стихийных бедствий
- проведение военной подготовки

## Печатные издания
- Журнал «Сокільські Вісти». — Л., 1928—1939
- Календарі «Сокола-Батька»